# ديفيد إم. ميدينا
ديفيد إم. ميدينا (بالإنجليزية: David M. Medina)‏ هو قاضي ومحامي أمريكي، ولد في 23 يوليو 1958 في غالفستون في الولايات المتحدة.

## وصلات خارجية
- ديفيد إم. ميدينا على موقع إن إن دي بي (الإنجليزية)